# Akihiro Sakata
Akihiro Sakata (阪田 章裕 Sakata Akihiro?), född 16 maj 1984 i Kyoto prefektur, är en japansk fotbollsspelare.
Sakata började sin karriär 2007 i Cerezo Osaka. Efter Cerezo Osaka spelade han för Shonan Bellmare, Oita Trinita, AC Nagano Parceiro och Fukushima United FC.